# Warmiak-Małobudy
Warmiak-Małobudy – nazwa nieużywana, dawna kolonia, położona na terenie obecnej wsi Dudy Puszczańskie, w Polsce, w województwie mazowieckim, w powiecie ostrołęckim, w gminie Łyse.

## Historia
W latach 1921–1939 wieś leżała w województwie białostockim, w powiecie kolneńskim (od 1932 w powiecie ostrołęckim), w gminie Łyse. Miejscowość należała do parafii rzymskokatolickiej w m. Łyse. Podlegała pod Sąd Grodzki w Kolnie i Okręgowy w Łomży; właściwy urząd pocztowy mieścił się w m. Łyse.
W wyniku agresji Niemiec we wrześniu 1939, miejscowość została przyłączona do III Rzeszy i znalazła się w strukturach Landkreis Scharfenwiese (ostrołęcki) w rejencji ciechanowskiej (Regierungsbezirk Zichenau) Prus Wschodnich.
W 1954 jako kolonia weszła w skład gromady Dudy Puszczańskie, po likwidacji tej gromady w 31 grudnia 1959 r., miejscowość zostaje włączona do Zalas (gromada w powiecie kolneńskim), w której pozostaje aż do końca jej funkcjonwania w 1972 r. W tym czasie, wraz z gromadą do której należy, zmienia przynależność administracyjną wyższego szczebla. Po likwidacji gromad nazwa nie występuje w oficjalnych dokumentach.